# Emily Bett Rickards
Emily Bett Rickards, född 24 juli 1991 i Vancouver, är en kanadensisk skådespelare.
Rickards är mest känd för sin roll som Felicity Smoak i TV-serien Arrow.

## Karriär
Rickards föddes och växte upp i Vancouver. Hon visade tidigt intresse för musikteater, dans och skådespeleri. Rickards studerade vid Vancouver Film School och gjorde debut i en Nickelback musikvideo. Under 2012 fick hon en återkommande roll i Arrow. Rollen blev sedan en huvudroll i seriens andra säsong.

## Filmografi (i urval)
| År    | Titel                               | Roll           | Anmärkning          |
| ----- | ----------------------------------- | -------------- | ------------------- |
| 2012– | Arrow                               | Felicity Smoak | TV-serie            |
| 2012  | Flicka - Bästa vänner               | Mary Malone    |                     |
| 2012  | Random Acts of Romance              | Actor          |                     |
| 2012  | Bacon and Eggs                      | Dite           | Kortfilm            |
| 2013  | Soldiers of the Apocalypse          | Fourty         | TV-serie            |
| 2013  | Romeo Killer: The Chris Porco Story | Lauren Phillps | TV-film             |
| 2014  | Rodeoprinsessan 2                   | Kristen Rose   |                     |
| 2014  | The Flash                           | Felicity Smoak | TV-serie; 2 avsnitt |
| 2015  | Brooklyn                            | Patty          |                     |